# Fytoremediering

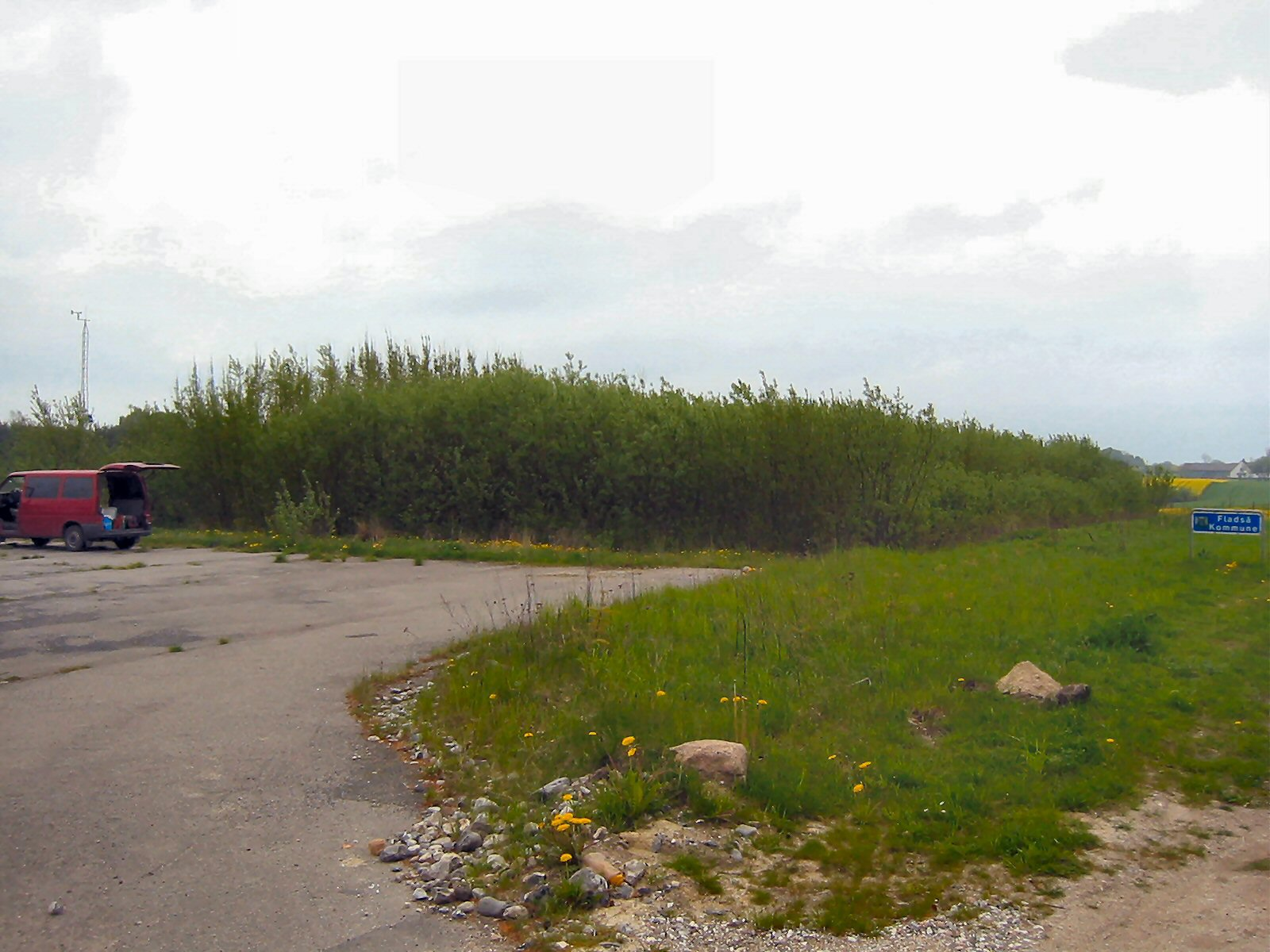
Fytoremediering av en tidigare servicestation vid Rønnede på Själland.

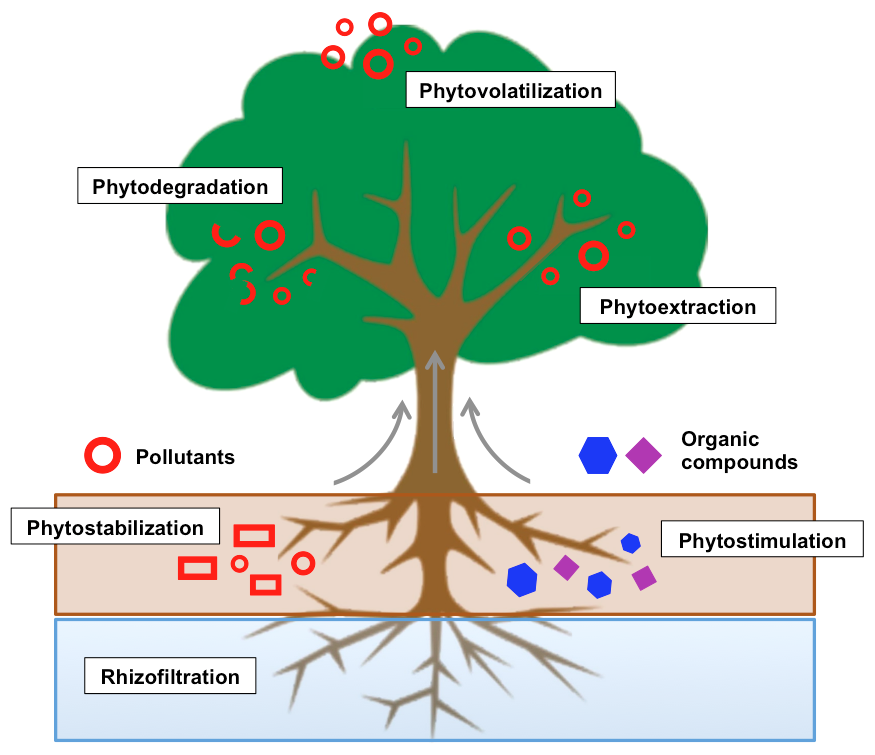
Process för fytoremediering.

Fytoremediering är en samlingsbeteckning på olika sätt att sanera förorenad jord, vatten och luft [källa behövs] med hjälp av växter. Man utnyttjar bland annat växters olika förmågor att ta upp och lagra eller bryta ned olika typer av föroreningar. Fytoremediering kan exempelvis användas vid återställning av förorenad mark efter avslutad gruvbrytning. Även vanliga lokala växter som vide (Salix spp.) kan användas för att rena mark och vatten från tungmetaller och kemikalier. 
Några exempel på fytoremediering:
- Fytoextraktion går ut på att växter, så kallade hyperackumulatorer, via rötterna tar upp föroreningar från marken och lagrar dem i biomassan.[2] Därefter avverkas växten, varpå växtdelarna samlas in och hanteras så att föroreningarna kan tas omhand.
- Fytodegradering går ut på att växten bryter ned föroreningar,[2] antingen invändigt, med hjälp av dess metabolism, eller utvändigt, genom utsöndring av ämnen.
- Rhizofiltrering liknar fytoextraktion och fokuserar på att ta upp föroreningarna från vatten.[2]
- Fytostabilisering går ut på att stabilisera jorden för att motverka erosion och urlakning.[2] Detta kan ske genom att föroreningar absorberas och ackumuleras eller adsorberas av växtens rötter.